# Størker Størkersen
Størker Teodor Størkersen, né le 26 juin 1883 à Trondenes en Norvège, et mort le 22 mars 1940 à Sørøysund, est un navigateur et explorateur norvégien.
Il a participé à plusieurs expéditions scientifiques dans l'Arctique nord-américain. Il est le premier à utiliser une station de dérive des glaces (sans navire) pour explorer l'Arctique,.

## Biographie
Størker Størkersen est l'aîné des 13 enfants de Søren Kristian Størkersen et Andrea Martine Arctander Størkersen, née Hansdatter. À l'âge de 16 ans, il devient marin dans la marine marchande. Størkersen a 22 ans lorsqu'il rencontre Ejnar Mikkelsen et Ernest de Koven Leffingwell (1875-1971) dans le port de Victoria en Colombie-Britannique en 1906, qui dirigent alors l'expédition polaire anglo-américaine (1906-1908) sur le navire Duchess de Bedford. Financée en partie par la Royal Geographical Society, l'objectif principal de l'expédition et de rechercher des terres inconnues au large des côtes de l'Alaska, en particulier l'hypothétique Terre de Keenan. En outre, des travaux géologiques et ethnologiques doivent également être menés par Vilhjalmur Stefansson. Størkersen rejoint l'expédition en tant que simple marin, mais remplace rapidement le timonier lorsque celui-ci doit être débarqué pour cause de maladie. En chemin le long de la côte nord de l'Alaska, l'expédition rencontre le Gjøa de Roald Amundsen, qui vient tout juste d'achever le premier passage du Nord-Ouest. Lorsque la banquise épaisse empêche toute progression, Mikkelsen ancre le navire derrière l'île Flaxman, où les hommes passent l'hiver. Størkersen est désormais responsable de l'enregistrement météorologique régulier. Au printemps 1907, il accompagne les deux chefs d'expédition et l'Inupiaq Sachawachick dans un voyage de deux mois à travers les glaces de la mer de Beaufort. Ils parcourent 200 km de la côte, au-delà du bord du plateau continental, et montrent qu'il n'y a aucune terre à découvrir ici. En juillet, Størkersen se tire une balle dans le pied alors qu'il chasse. Il quitte l'expédition en août 1907. En 1908, il retourne à l'île Flaxman pour aider Leffingwell dans son travail. Ne parvenant pas à le trouver, il travaille brièvement pour l'expédition Stefánsson-Anderson. En 1909 et 1910, il travaille pour Leffingwell, revenu au pays.
En 1910, Størkersen épouse Uiniq (également Elvina, 1895 ?-1931), la fille du Danois Christian Klengenberg (1869-1931) et de l'Inupiaq Kemnik, sur l'île Herschel. Le couple vit dans le delta du fleuve Mackenzie jusqu'à ce que Stefánsson, revenu dans la mer de Beaufort en 1913 en tant que chef de l'Expédition canadienne dans l'arctique de 1913 à 1918, cherche des remplaçants pour ses hommes disparus sur le Karluk en février 1914. Il les fait signer tous les deux. En mars 1914, Stefánsson, Størkersen et Ole Andreasen (1882-1947) avancent dans la mer de Beaufort le long du 140e parallèle ouest. Sans grandes réserves de nourriture et avec seulement six chiens de traîneau, ils essaient de vivre seuls de la chasse. Lorsque la glace commence à se briser, ils marchent vers l'île Banks, à l'est. Après 96 jours sur la glace, ils atteignent l'île de Norvège et, pour la première fois, rejoignent la terre ferme. Leurs sondages en profondeur ont montré que le plateau continental n'a qu'une largeur d'environ 80 km. L'existence de terres encore inconnues dans cette zone est donc peu probable.
En 1915, ils se dirigent de nouveau vers le nord-ouest, dans la mer de Beaufort, ne trouvent aucune terre et tournent vers l'est. Ils tournent de nouveau vers le nord le long de la côte de l'île Prince Patrick et, le 18 juin, Størkersen aperçoit une nouvelle terre qu'ils nomment île Brock. En hiver, Størkersen commence à enregistrer la côte nord encore non cartographiée de l'île Victoria. En 1917, il peut achever en grande partie ce travail. Stefánsson n'a pas pu réaliser son projet d'installer un camp sur une banquise flottante afin d'en apprendre davantage sur les conditions actuelles de la mer de Beaufort pour cause de maladie. Størkersen a donc repris la direction. De mars à novembre 1918, cinq hommes vivent sur une banquise, qui parcourt pendant cette période une distance de 700 km. Ils enregistrent régulièrement des données météorologiques et océanographiques. La dérive est censée durer un an, mais doit être interrompue plus tôt car Størkersen est tombé malade d'asthme.
Après l'expédition, Stefánsson l'invite à Banff, en Alberta, pour écrire le chapitre sur la dérive des glaces du livre de Stefánsson, The Friendly Arctic. Au cours de la réunion, ils développent l'idée de pratiquer l'élevage de rennes dans l'Arctique canadien à l'instar des Samis scandinaves. Stefánsson fonde la Hudson's Bay Reindeer Company avec la Compagnie de la Baie d'Hudson (HBC), qui acquiert des droits de pâturage sur 260 000 km de terres sur l'île de Baffin. Størkersen est embauché par HBC pour diriger le projet. Il se rend en Norvège en 1920 pour préparer l'achat et le transport des animaux. Pendant ce temps, des matériaux de construction et des meubles sont livrés à Amadjuak Bai, où Størkersen veut vivre avec Elvina et ses trois filles Martina Novaluk (1911-1931), Aida Mamaginna (1915-1986) et Bessie Povlirak (1918-1998). Avant que cela n'arrive, il rompt avec la HBC, car elle ne lui donne pas la liberté qu'il réclame. Il lance alors son propre projet d'élevage de rennes, mais échoue et fait faillite en 1925. Il n'a pas pu mettre en œuvre son projet de sa propre expédition polaire de plusieurs années, au cours de laquelle il souhaitait traverser le pôle Nord en traîneau à chiens, car il n'a trouvé aucun sponsor. En 1927, il connait un effondrement total et passe le reste de sa vie à l'hôpital psychiatrique de Sørøysund, où il meurt en 1940.

## Hommages
Plusieurs lieux géographiques portent le nom de Størker Størkersen :
- La péninsule Storkerson, une péninsule de l'île Victoria,
- La baie Storkerson, une baie sur la côte nord-ouest de l'île Banks,
- La rivière Storkerson, une rivière sur l'île Banks,
- Le lac Storkerson, un lac sur l'île Banks,
- Le point Storkersen, un promontoire en Alaska.